# ATP de Dubai de 2011
O ATP de Dubai de 2011 foi um torneio de tênis masculino disputado em quadras de saibro na cidade de Dubai, nos Emirados Árabes Unidos. Esta foi a 20ª edição do evento, realizado no Aviation Club Tennis Centre.

## Campeões

### Simples
- Novak Djokovic venceu  Roger Federer, 6–3, 6–3

### Duplas
- Sergiy Stakhovsky  /  Mikhail Youzhny venceram  Jérémy Chardy  /  Feliciano López, 4–6, 6–3, [10–3]